# 信春
信春（のぶはる、生没年不詳）とは、江戸時代の浮世絵師。

## 来歴
師系・経歴不明。作品に捺された印章には「政次」とある。作画期は延享の頃とされ肉筆画が残る。画風は西川祐信や川又常行など、当時活躍した絵師らに共通するものといわれている。なお熊本県立美術館所蔵の「俯臥美人読書図」（紙本着色）には「繪師　兎邸士信春筆」の落款があるが、これが信春と同一人かどうかは定かではない。

## 作品
- 「若衆図」　紙本着色、三幅対
- 「桜下美人図」　紙本着色　ロバート・S・ディッカーマン所蔵　※「信春筆」の落款と「政次之印」の白文方印、画賛あり。『浮世絵師伝』に記す「花下遊女の図」に当たる。
- 「琵琶法師と芸妓」　紙本着色　ボストン美術館所蔵　※「信春筆」の落款と印文不明の白文方印、「弾おとに　たち上がるほとに　花の香の　にほふをきけは　垣間みまほし」の画賛あり
- 「楓下お高祖頭巾の女図」　肉筆